# Lac Price
Pour les articles homonymes, voir Price.
Le lac Price (en anglais : Price Lake) est un lac de barrage américain dans le comté de Watauga, en Caroline du Nord. Il est situé à 1 031 mètres d'altitude au sein du Julian Price Memorial Park, qui relève de la Blue Ridge Parkway.